# Borstbeeld van Shabier Ishaak
Het borstbeeld van Shabier Ishaak is een beeld van de kunstenaar Rahied Abdoel in Uitkijk in het district Saramacca, Suriname.
Het is gemaakt ter ere van Shabier Ishaak, die jarenlang van grote betekenis is geweest als voorzitter van de Stichting Hindostaanse Immigratie (SHI). Zijn naam werd gegeven aan het Uitvaartsoord Shabier Ishaak en aan de Shabier Ishaakweg in Uitkijk. Hij werd algemeen bekend als presentator van het radioprogramma Hum Tum Aur Woh (Ik, Jij en Zij).
Het beeld werd gemaakt door Rahied Abdoel en werd op 7 mei 2023 onthuld, de dag waarop hij twee jaar eerder werd begraven. Op de sokkel van het beeld staat een plaquette met de tekst met onder meer zijn naam en levensdata, met als toevoeging: "Oprichter van dit uitvaartsoord". Het beeld werd onthuld door zijn weduwe en mevrouw Rampertap in de buurt van de ingang van het uitvaartsoord. Er werd gebeden en toespraken gehouden.